# Palast von Petras

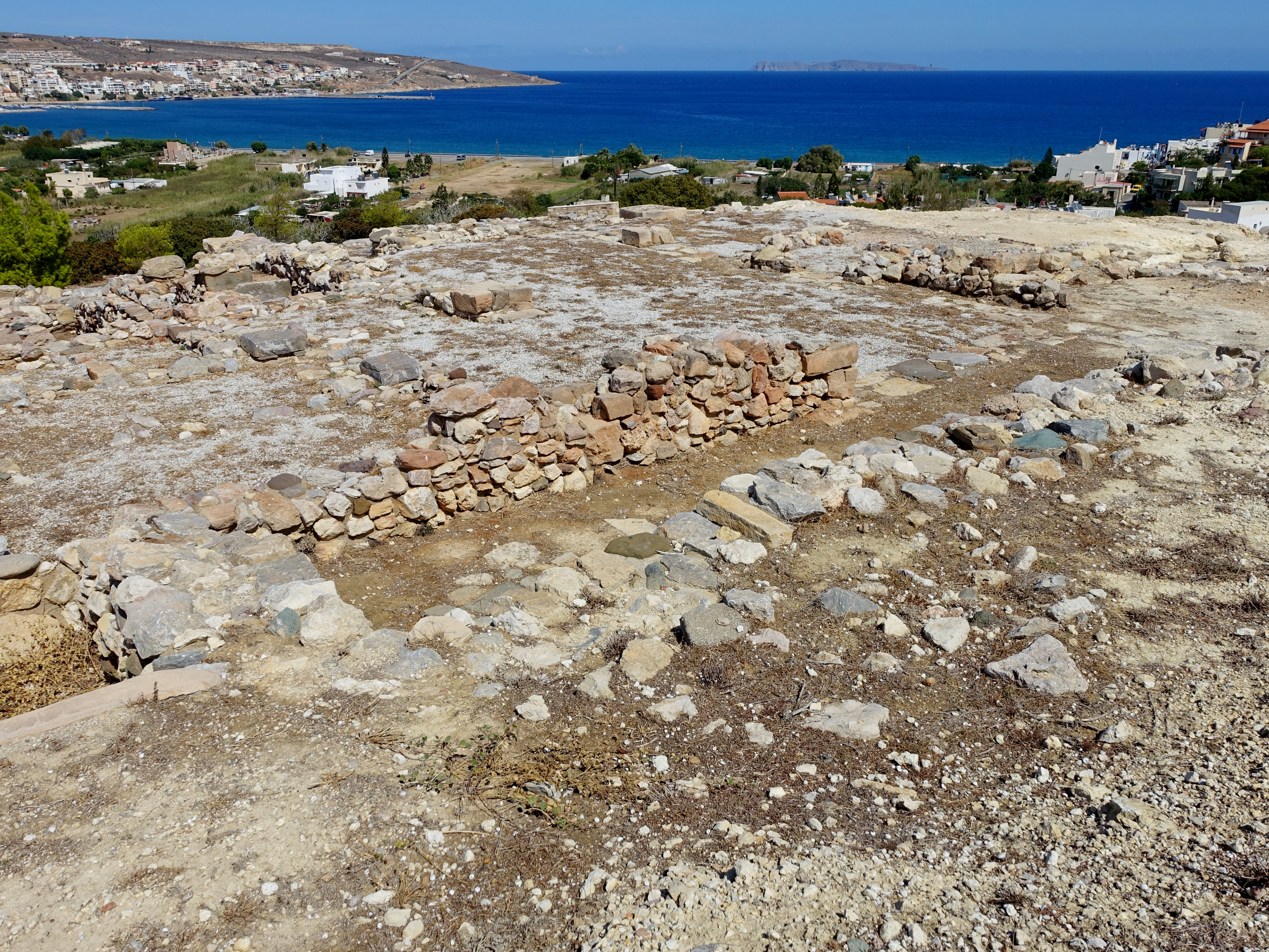
Ausgrabungsstätte von Petras

Als Palast von Petras (griechisch Ανάκτορο Πετρά Anaktoro Petra) wird eine archäologische Ausgrabungsstätte im Nordosten der griechischen Insel Kreta bezeichnet. Sie befindet sich am Südrand des kleinen Ortes Petras in der Gemeinde Sitia des Regionalbezirks Lasithi. Die ältesten Gebäudereste der kleinen Palastanlage stammen aus der mittelminoischen Altpalastzeit im 2. Jahrtausend v. Chr.

## Lage
Die Ausgrabungsstätte von Petras (Πετράς) befindet sich etwa 1,5 Kilometer südöstlich des Stadtzentrums von Sitia (Σητεία) und 400 Meter südlich der Bucht von Sitia (Όρμος Σητείας) an der Nordküste Kretas am Ägäischen Meer. Der Hauptort des Regionalbezirks Lasithi, Agios Nikolaos, liegt 36 Kilometer westlich. Der Palast und die umgebenden Strukturen wurden ab 1985 unter der Leitung von Metaxia Tsipopoulou ausgegraben und sind seit 2006 für die Öffentlichkeit zugänglich. Der Eingang zum Ausgrabungsgelände befindet sich an einem Ende des 16. oder Anfang des 17. Jahrhunderts errichteten venezianischen Turm.

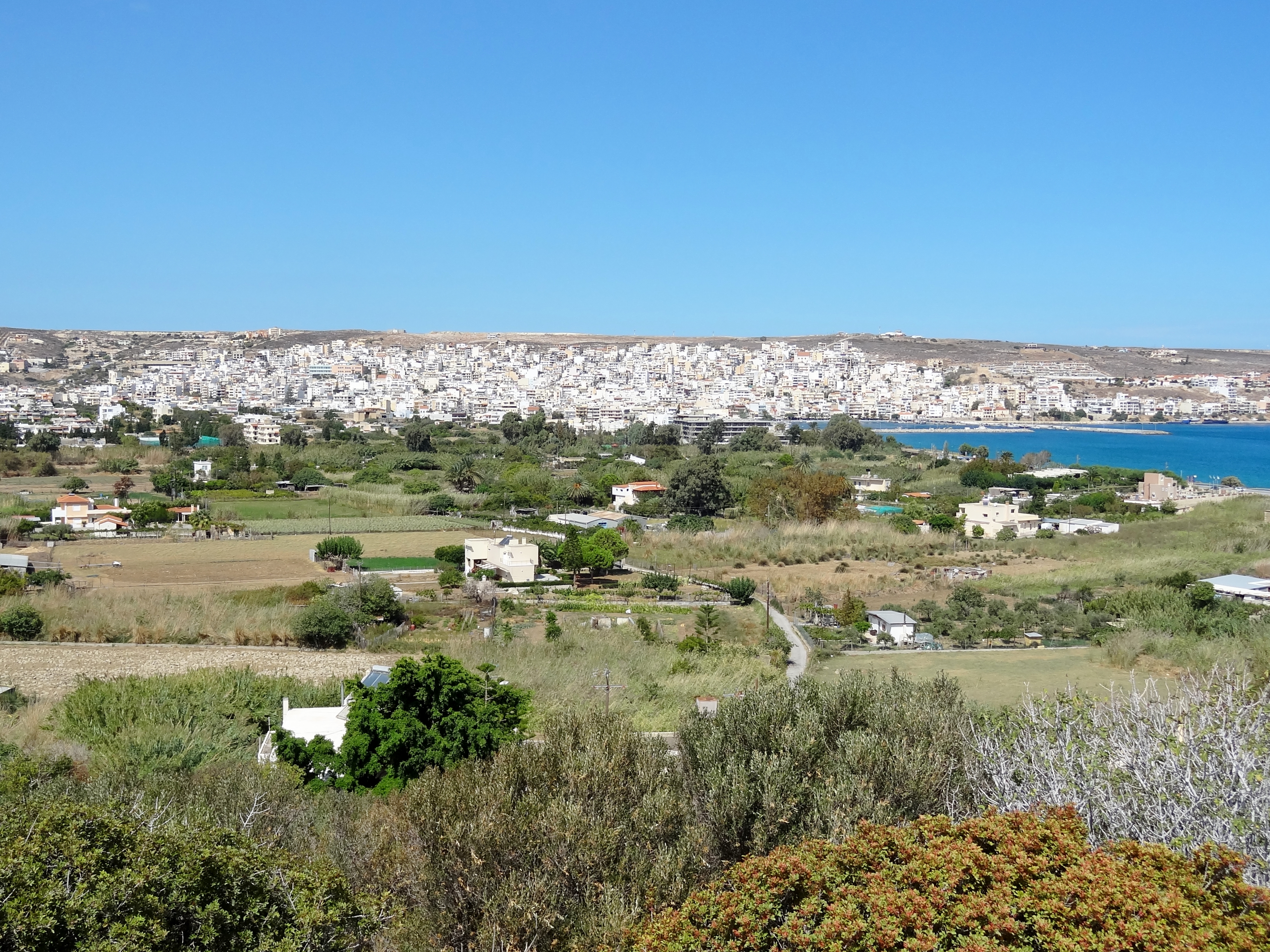
Küstenebene vor Sitia

In minoischer Zeit beherrschte der auf einem Hügel von ungefähr 40 Metern Höhe stehende Palast von Petras die weiter südlich gelegene Küstenebene, die durch den kleinen Fluss Pendelis potamos (Πεντέλης ποταμός) und einige Bäche bewässert wird. Auch auf den Hügeln nordöstlich, südöstlich und südlich des Palasthügels wurden Siedlungsreste entdeckt. Zur Zeit des Bestehens des Palastes reichte der Wasserspiegel der Ägäis bis an den Fuß der Hügel, zwischen denen zwei sichere Ankerplätze lagen. Im Hinterland befanden sich einige als „minoische Villen“ bezeichnete größere Gebäude, so in Klimataria, Achladia, Zou und Agios Georgios, sowie die minoischen Gipfelheiligtümer von Piskokefalo und Prinias.

## Geschichte

### Vorpalastzeit
Bereits in der Kupfersteinzeit (4500–3200 v. Chr.) bestand auf dem nordöstlich des Palasthügels befindlichen Kefala (Κεφάλα) eine gut organisierte, blühende Siedlung. Auf einer Höhe von etwa 65 Metern fand man Siedlungsreste aus zwei stratigraphischen Phasen, die erste vom Übergang des Endneolithikums zur frühen Bronzezeit, bestehend aus 3 bis 4 teilweise erhaltenen Gebäuden mit krummlinigen Wänden und künstlich geschaffenen Hohlräumen im Grundgestein, die zweite vom Beginn der frühminoischen Zeit (FM I) mit geradlinigen Wänden, die eine Reihe von rechteckigen Räumen mit Bänken und Plattformen bildeten. Zudem fanden sich Nachweise für die Kupferverarbeitung, die ältesten Überreste dieser Aktivität auf Kreta, sowie eine große Anzahl von Obsidianklingen, -kernen und -abschlägen, die auf eine Verarbeitung des vulkanischen Gesteinsglases deuten. Eine vorläufige Untersuchung der hier gesammelten Keramikscherben weist auf mögliche Verbindungen zum südlichen Dodekanes. Auf dem nordöstlichen Hügel befanden sich auch ein vor- und altpalastzeitlicher Friedhof, eine Begräbnisstätte aus den früh- bis mittelminoischen Phasen FM I bis MM I A, einschließlich Schmuck, Siegeln und Keramik von kykladischem Typ, ähnlich der aus Agia Photia, und eine spätminoische Siedlung aus SM III C.

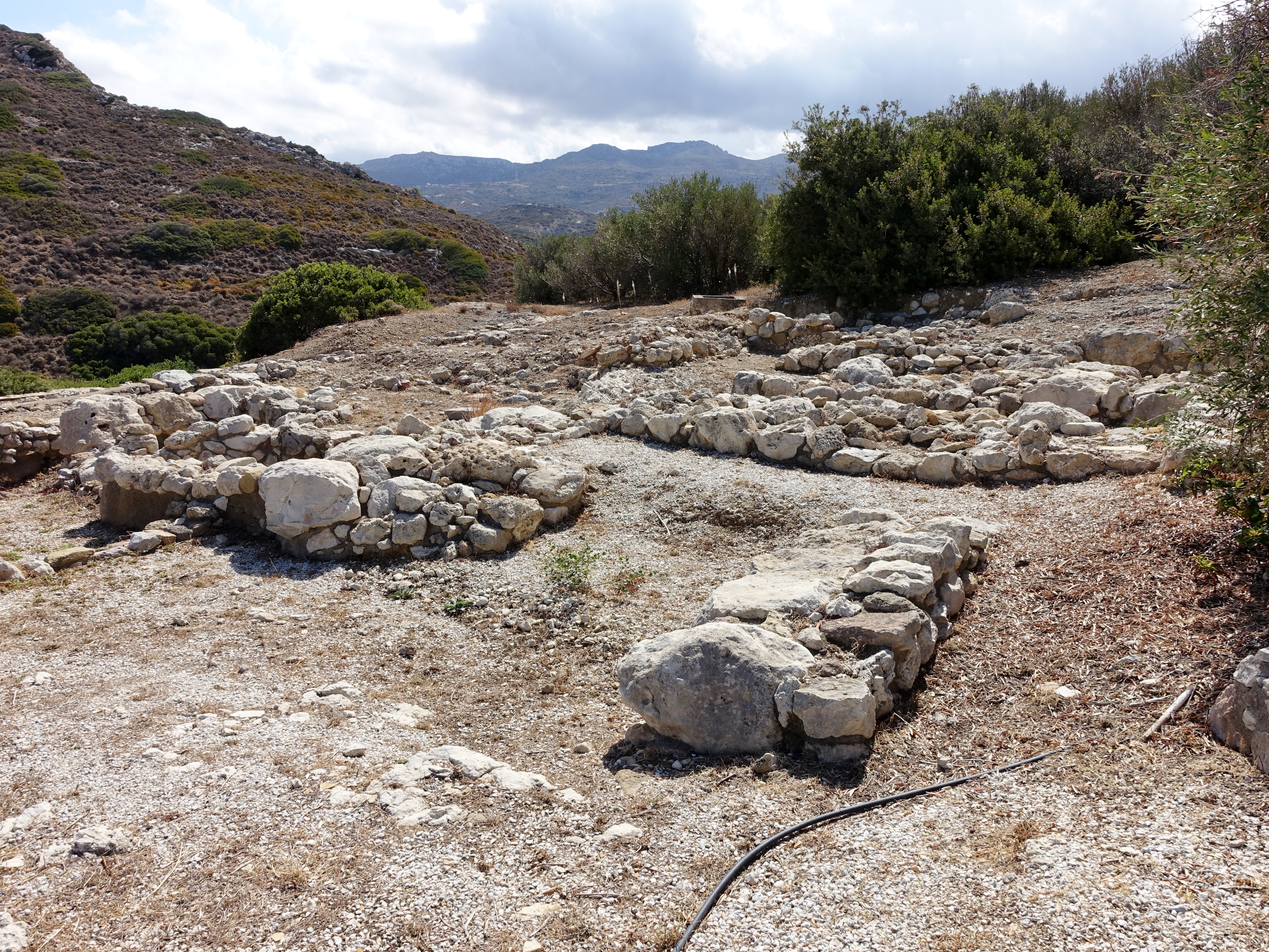
Westen des Sektors III

Die früheste Besiedlung des Hügels, auf dem später der Palast von Petras entstand, wird in die frühminoische Phase FM II datiert, aus der verschiedene Funde aus stratigraphischen Gräben unterhalb des Palastes stammen. Am nördlichen Ende des Plateaus ist ein komplettes Haus aus FM II mit zwei Zimmern und einem Nebengebäude erhalten. Der Boden bestand aus rotem Putz von guter Qualität. Eines der Zimmer enthielt einen Herd, der in den Boden gehauen war. Mehrere beckenartige Vertiefungen im Grundgestein im Osten und auf der Nordostseite des Plateaus deuten auf eine industrielle Tätigkeit im Zusammenhang mit Wasser. Von besonderem Interesse ist eine Anlage zur Herstellung von Purpurfarbstoff aus FM II bis III, die im Westen des Sektors III entdeckt wurde. Am Ende der Vorpalastzeit in ΜΜ Ι Β standen auf dem Gelände des Palastes ein oder mehrere Gebäude, die die gleiche Ausrichtung der späteren Struktur hatten. Sie wurden eingeebnet, um Platz für den Palast zu schaffen. Einige Überreste von Wänden und Böden dieser Gebäude, verbunden mit Keramikfunden, darunter Kamares-Ware, wurden unter dem Westflügel des Palastes ausgegraben.

### Altpalastzeit

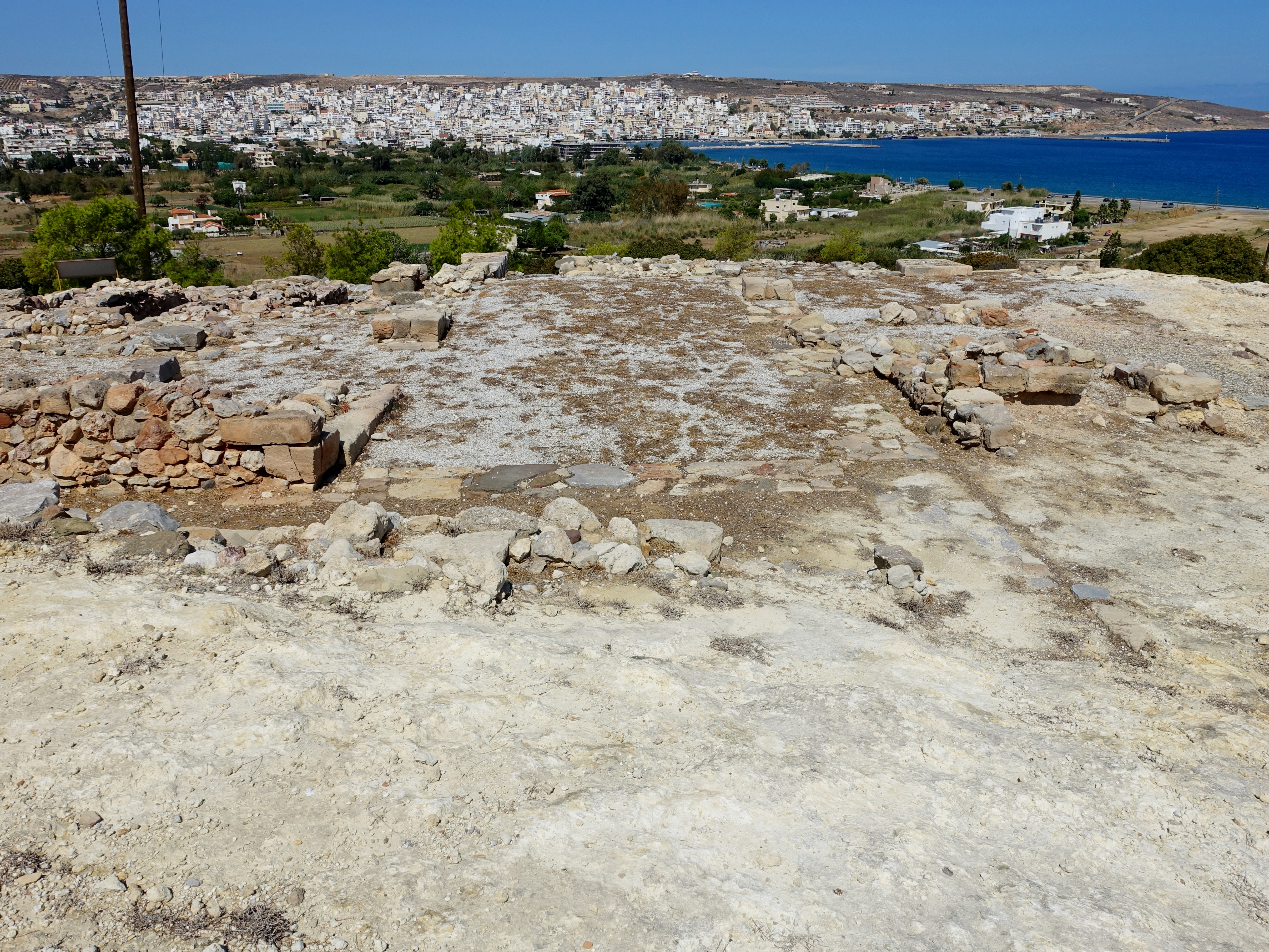
Abgedeckter Zentralhof

Der Palast von Petras wurde in der mittelminoischen Zeit MM II A (1900–1800 v. Chr.) errichtet, etwas später als die wesentlich größeren minoischen Paläste Zentralkretas. Auf einer Fläche von 2500 m² stand ein mindestens zweigeschossiges Gebäude, an verschiedenen Stellen mittels Quadermauerwerk erbaut. Von den regelmäßig geschnittenen Blöcken waren 29 mit eingeritzten Zeichen, ähnlich Ziegelstempeln, versehen, meist Doppelachsen, Sterne oder Äste. Eine 4,20 Meter breite Treppe verband die später errichteten Magazine auf der unteren Terrasse mit dem 17,6 × 7,6 Meter großen, von Südost nach Nordwest ausgerichteten Zentralhof. Letzterer hatte einen gut erhaltenen Gipsboden mit einem eingearbeiteten Entwässerungssystem. An seiner nordwestlichen Ecke befand sich ein quadratischer Raum mit einem Eingang nach Westen. Zum Schutz der Strukturen wurden die Treppe und der Zentralhof nach den Ausgrabungen mit Kies abgedeckt.

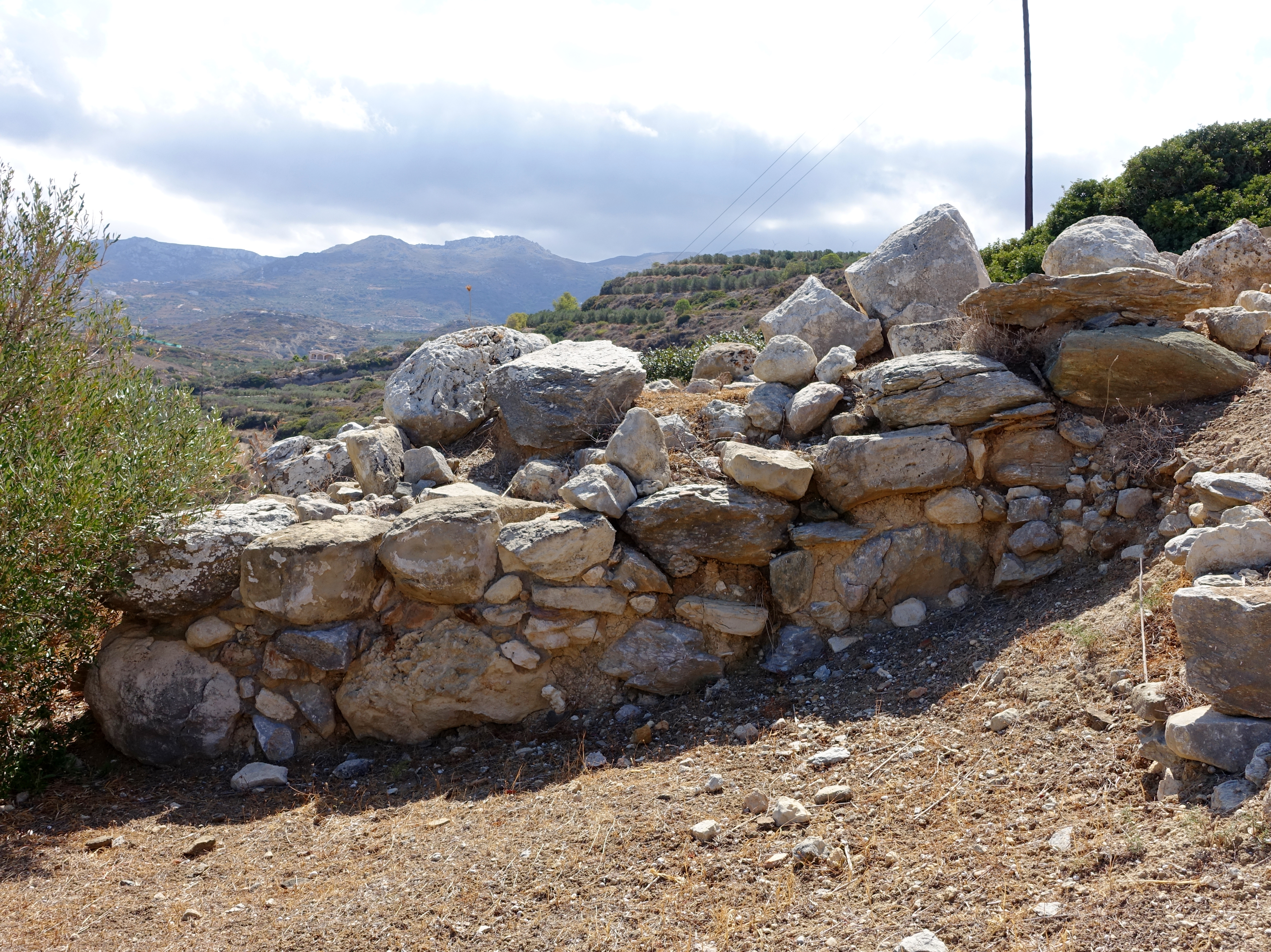
Vorsprung der Stützmauer

Beim Bau des Palastes in MM II A entstand an seiner Nordseite eine Stützmauer mit einem massiven turmartigen Vorsprung in Richtung Meer. Ob dies zur Überwachung der Einfahrt des Hafens diente, kann heute nicht mehr nachvollzogen werden. Gleichzeitig wurde an der Küste am Fuß des Hügels eine Befestigungsmauer mit Türmen angelegt. Sie diente wahrscheinlich der Verteidigung und ist wegen ihrer Dimensionen einzigartig auf Kreta.
Der Kultbereich befand sich im Südwesten des Palastgebäudes. Seine Südwand wurde mit vertikalen Platten (Orthostaten) ausgekleidet und im zentralen Raum des Areals eine 4 Meter lange verputzte Bank eingebaut. Im Westteil des Palastes gab es ein Hieroglyphenarchiv. Es lag in einem über eine Treppe erreichbaren Raum des oberen Stockwerks über einem Tor. Bei der ersten Zerstörung des Palastes fiel der Inhalt in den Bereich des Tores, der danach nicht geräumt wurde und blockiert blieb. Die Tontafeln mit kretischen Hieroglyphen, Versiegelungen von mehr als 40 verschiedenen Siegeln, ein Bronzestift, der möglicherweise einen Holzgriff hatte, sowie verschiedene Schüsseln und Becher blieben dadurch erhalten. Mehrere der Tontafeln waren unvollständig beschriftet. Das Hieroglyphenarchiv von Petras gilt als das besterhaltene des minoischen Kreta.

### Neupalastzeit

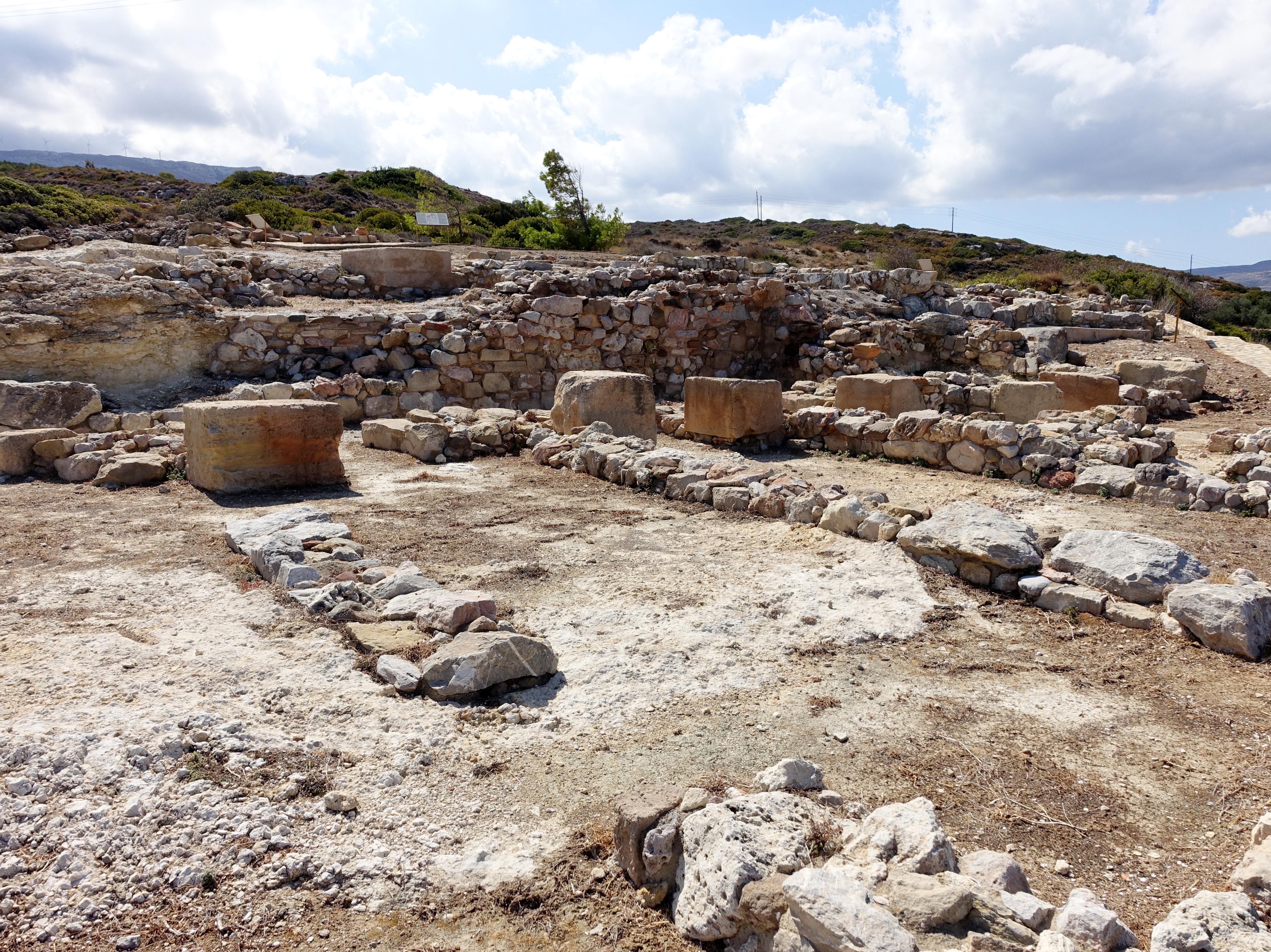
Nordmagazine

Um 1700 v. Chr., während der Phase MM II B zu Beginn der Neupalastzeit, wurde das erste Palastgebäude durch ein Feuer zerstört, wahrscheinlich verursacht durch ein Erdbeben. Im spätminoischen Zeitraum SM I A (1600–1480 v. Chr.) kam es unter Aufnahme von Änderungen und Ergänzungen zur Rekonstruktion des Gebäudes. So wurde im Kultbereich der zentrale Raum mit der Bank durch zwei Mauern abgetrennt und verfüllt. Den quadratischen Raum im Westen, in dem 600 Fragmente eines Gipsopfertisches mit Freskenschmuck gefunden wurden, nutzte man weiterhin als Kultstätte. Der östliche, langgestreckte Raum war mit dem Zentralhof verbunden. Nördlich unterhalb des Zentralhofs entstanden die Nordmagazine. Sie hatten mindestens zwei Stockwerke, die untereinander mit einer Treppe verbunden waren, das Dach tragende massive Pfeiler aus Quadersteinen und enthielten 36 zum Teil in kreisförmige Hohlräume eingelassene große Pithoi. Die Südwand der Magazine ist bis auf eine Höhe von 1,80 Meter erhalten.
In der Neupalastzeit hatte die Siedlung um den Palast wohl ihre größte Ausdehnung. Davon zeugen die Grundmauern eines rechteckigen turmartigen Vorsprungs, der bei Grabungsarbeiten im Zuge des Wegebaus für die Besichtigung nahe dem Eingang der Ausgrabungsstätte fast am Fuß des Hügels entdeckt wurde. In der Umgebung fanden sich auch fragmentarische Überreste von Häusern.

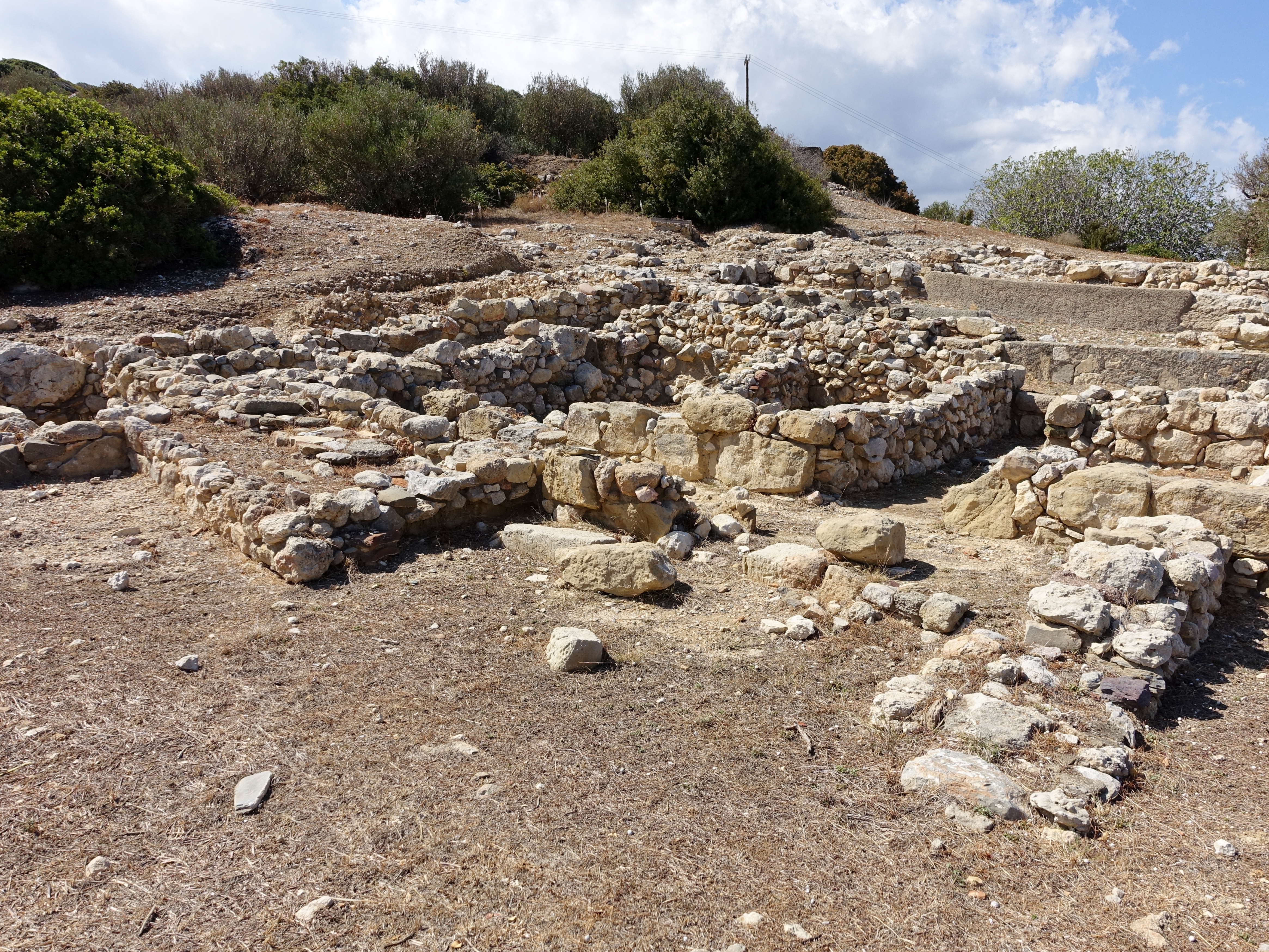
Haus I.1

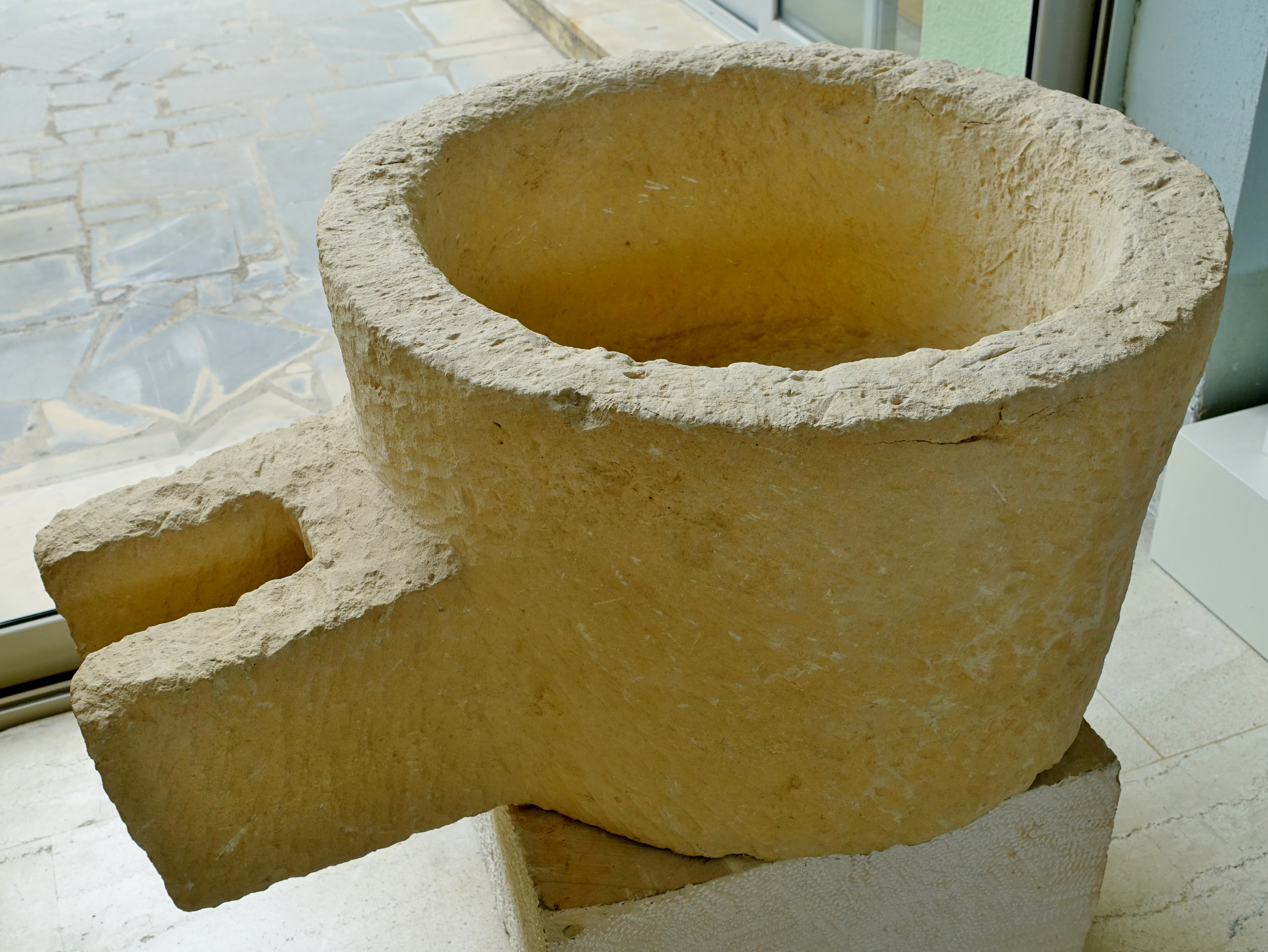
Steinerne Weinpresse

Vom Eingang aufwärts auf halbem Weg zu den Resten des Palastes sind die Mauern zweier größerer Häuser zu sehen. Haus I.1 im östlichen Bereich des Sektors III war ein zweigeschossiges Gebäude auf einer Grundfläche von 240 m². Es wurde in der spätminoischen Phase SM I A (1600–1450 v. Chr.) auf den Grundmauern eines neupalastzeitlichen Hauses ähnlicher Orientierung erbaut. Das Erdgeschoss umfasste zwei Lagerräume, eine Küche, einen Raum mit einer steinernen Weinpresse und einen Raum, der Vorratsgläser enthielt. Bei der Zerstörung des Gebäudes am Ende von SM I A wahrscheinlich infolge eines Erdbebens fielen Teile des Obergeschosses ins Erdgeschoss, aus denen man schloss, dass sich oben die Wohnräume, ein Speisezimmer und Veranden sowie ein Webstuhl befanden. Von den Keramikfunden, davon 56 % aus dem Obergeschoss, war nur etwa ein Drittel aus dem gelblichen Ton der Gegend von Petras hergestellt, der größere Teil stammte aus Roussolakkos (Palekastro), wo mehr orangefarbener Ton Verwendung fand. Das Haus hatte einen östlichen und einen westlichen Eingang, wobei südlich von letzterem eine gepflasterte Straße begann, die wahrscheinlich zum Palast führte.

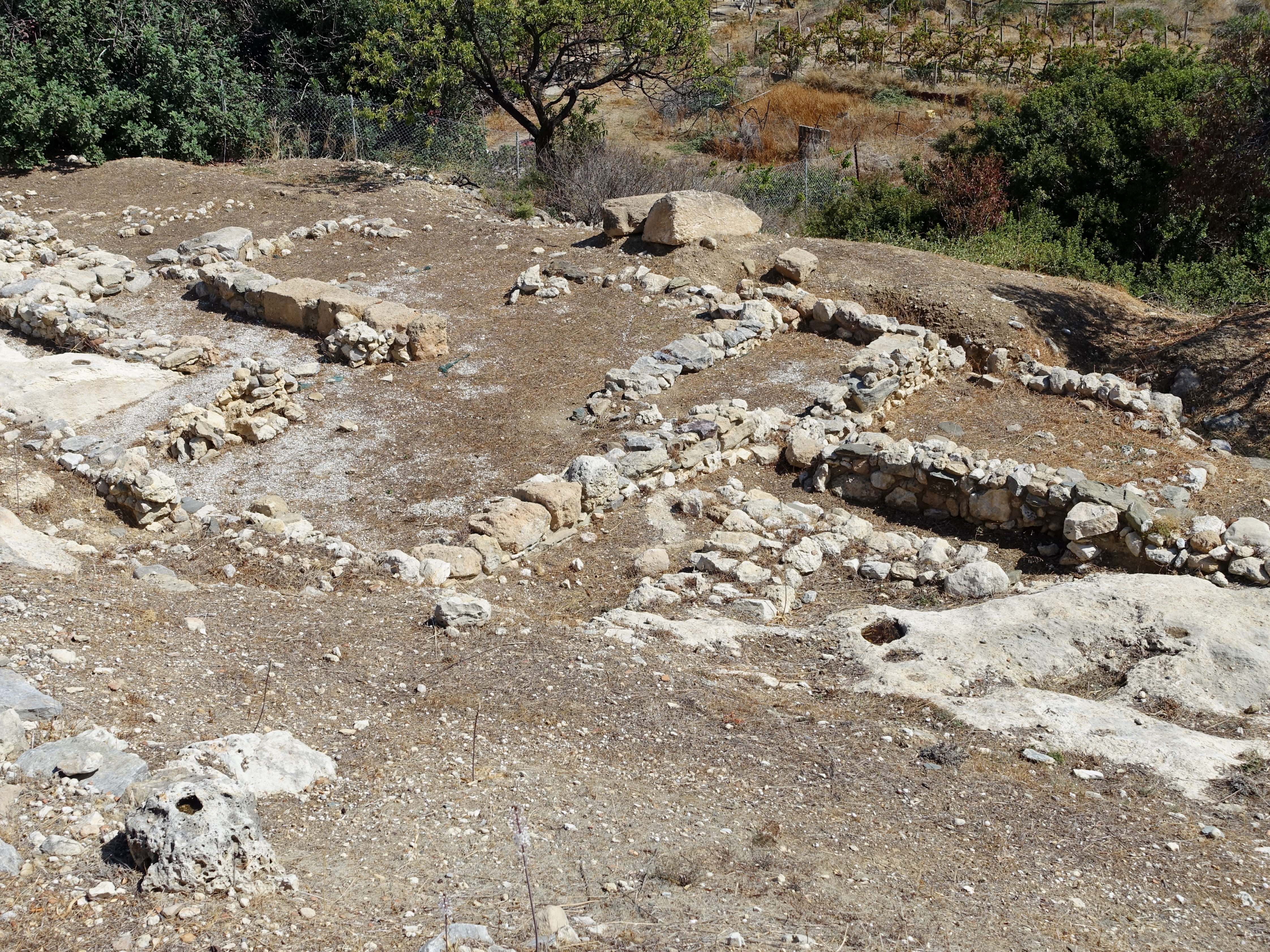
Haus II.1

Das neupalastzeitliche Haus II.1 entstand 1650–1500 v. Chr. und wurde bis in die spätminoische Zeit SM I B genutzt. Das auf über 200 m² errichtete zweigeschossige Gebäude besaß einen Lichtschacht, eine Halle mit gut erhaltenem Gipsboden, eine teils in den Fels gehauene Treppe zum oberen Stockwerk und eine Fassade aus Quadersteinen. Während das obere Stockwerk, in dem Keramik guter Qualität, Steinvasen und andere Artefakte gefunden wurden, wie bei Haus I.1 zu Wohnzwecken diente, zeugen Webgewichte und Abflüsse für eine Textilproduktion im Erdgeschoss, wo Stoffe gleich nach der Herstellung gefärbt wurden. Mehrere Dokumente in Linearschrift A aus dem Gebäude lassen eine Abhängigkeit der Produktion vom Palast vermuten. Linear-A-Schriftdokumente aus SM I B stammen auch aus dem Bereich der Magazine des Palastes, wo zwei entsprechende Tafeln gefunden wurden. Ob in Petras ein entsprechendes Linear-A-Archiv bestand, kann nicht gesagt werden. Nach mehreren Zerstörungen des Palastes in SM I A, vermutlich aufgrund natürlicher Ursachen, wurden in der Phase SM I B der Lagerraum vergrößert und der Zentralhof an der Ostseite durch eine Art 4,80 Meter breite Stoa verkleinert.
Das letzte Palastgebäude von Petras wurde in SM I B durch ein Feuer zerstört, bei dem das Obergeschoss zusammenbrach und Trümmer den Zentralhof bedeckten. Es gibt Anzeichen einer Wiederbesiedlung des Palastbereiches sowie an den Seiten des Hügels in kleinem Rahmen in SM III A (1400–1300 v. Chr.). In der byzantinischen Zeit des 12. Jahrhunderts diente der Palasthügel als Friedhof, wobei die minoischen Schichten nicht gestört wurden.

Ausgrabungsstätte
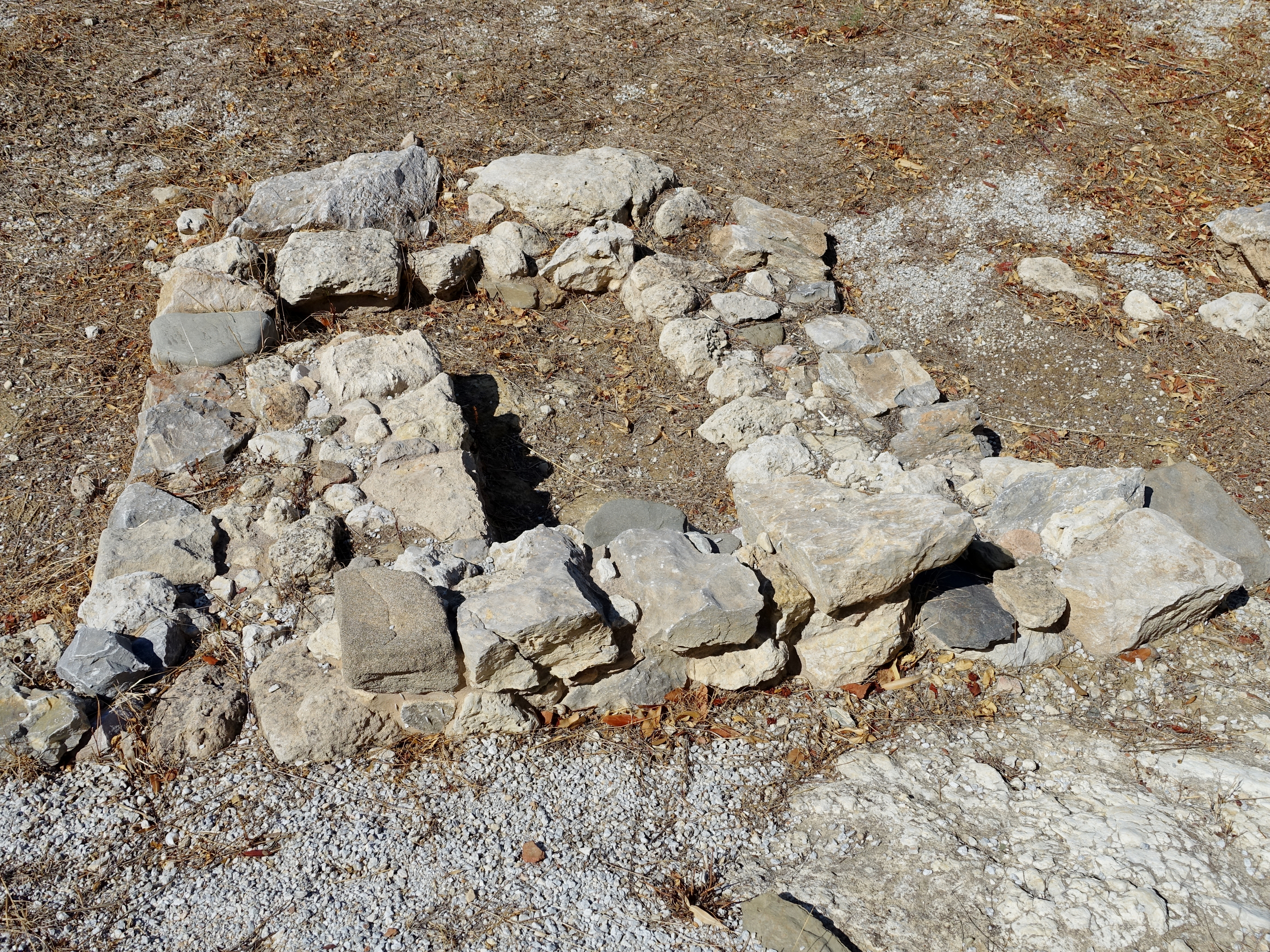
Turmartiger Vorsprung am Eingang
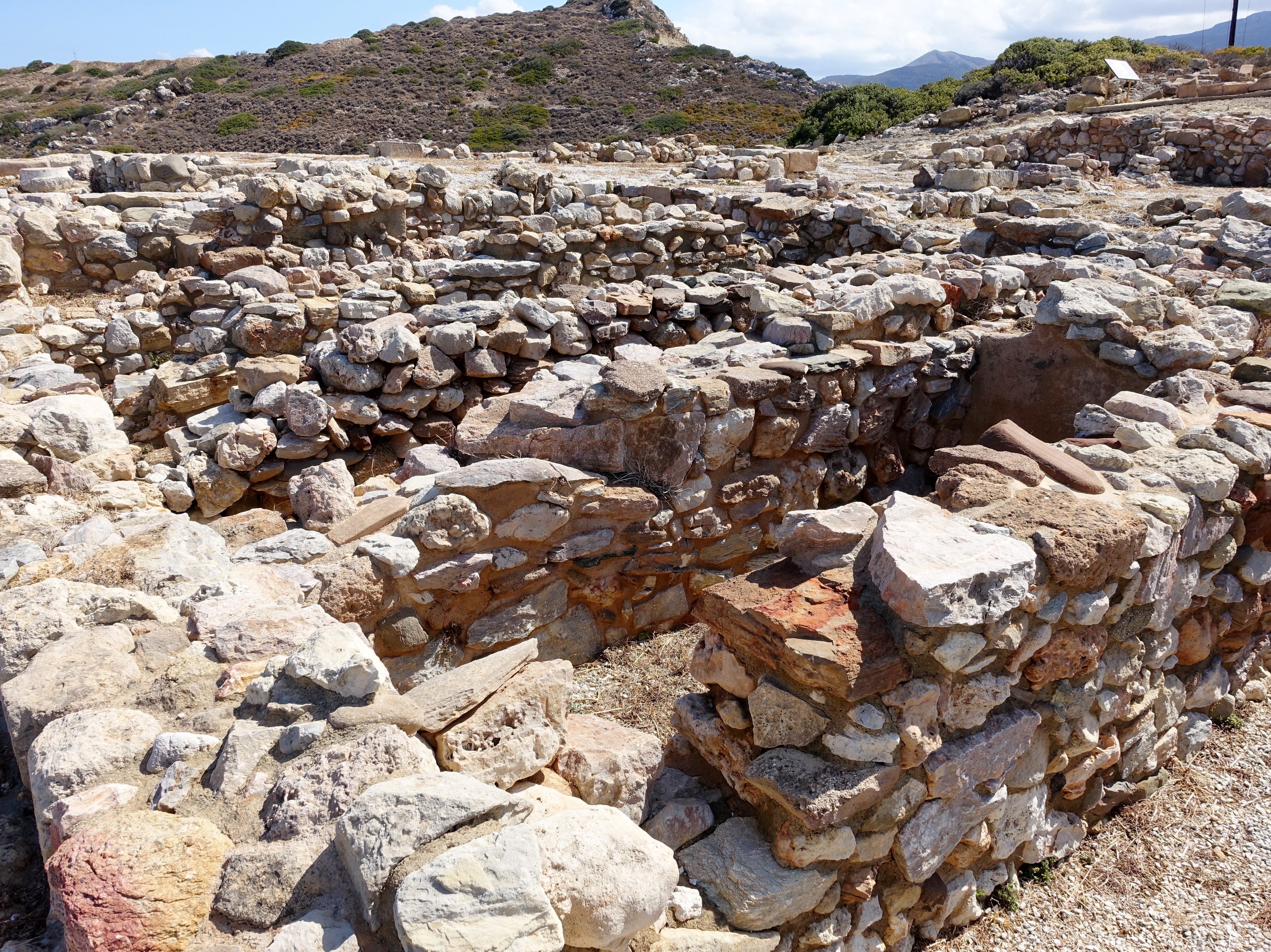
Nordwestflügel des Palastes
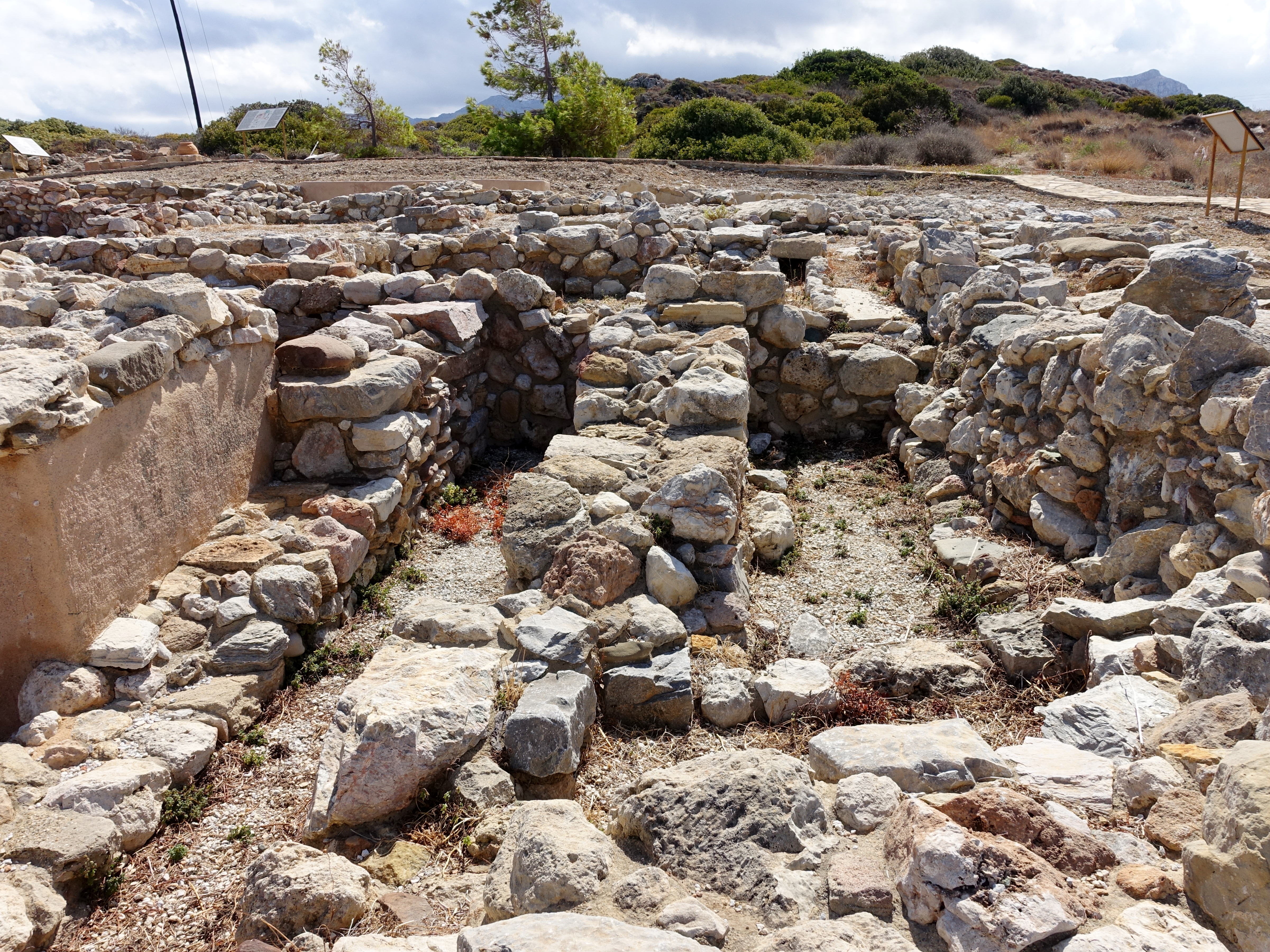
Hieroglyphenarchiv im Nordwestflügel
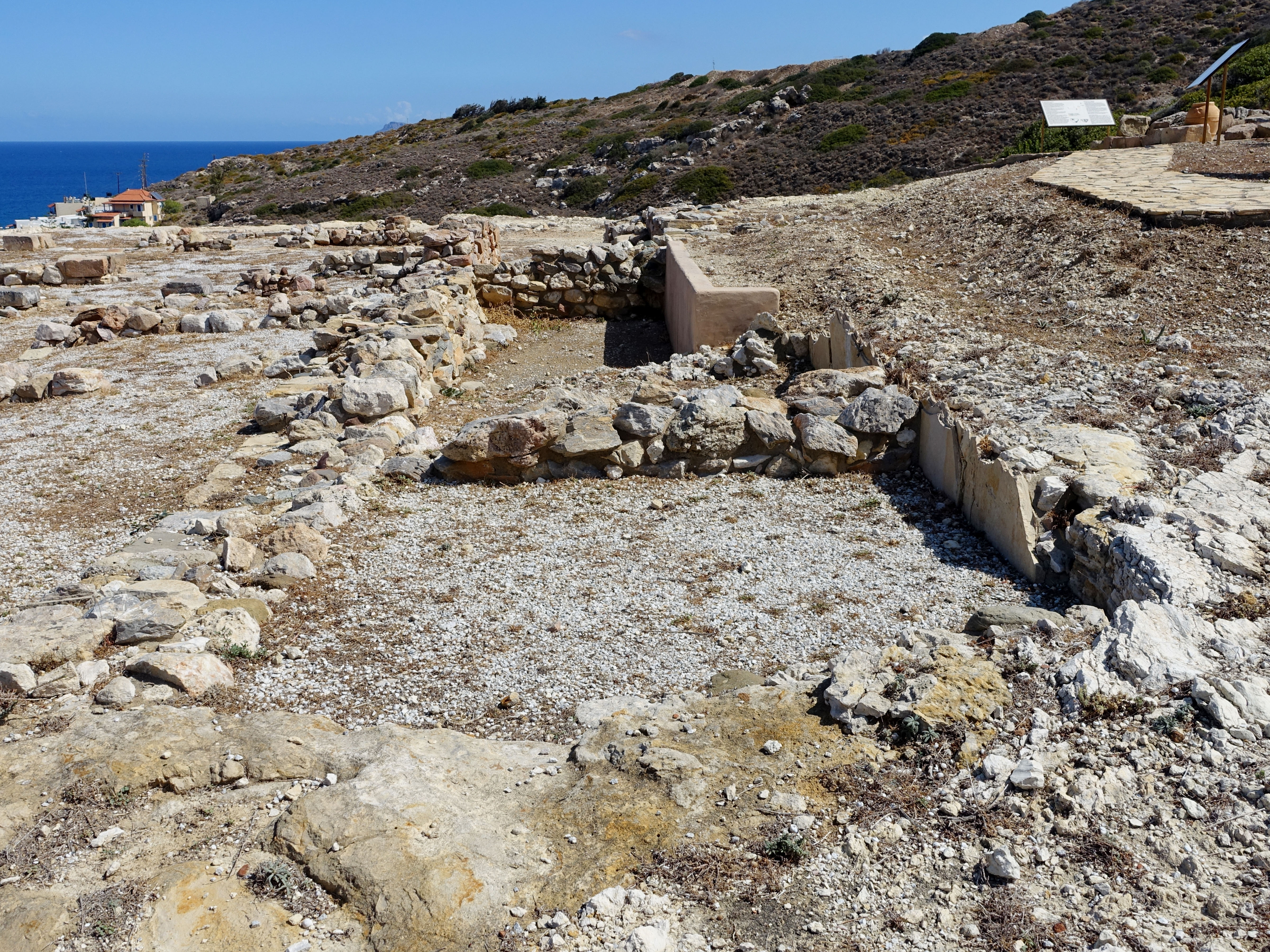
Kultbereich im Südwesten des Palastes

## Einzelnachweise

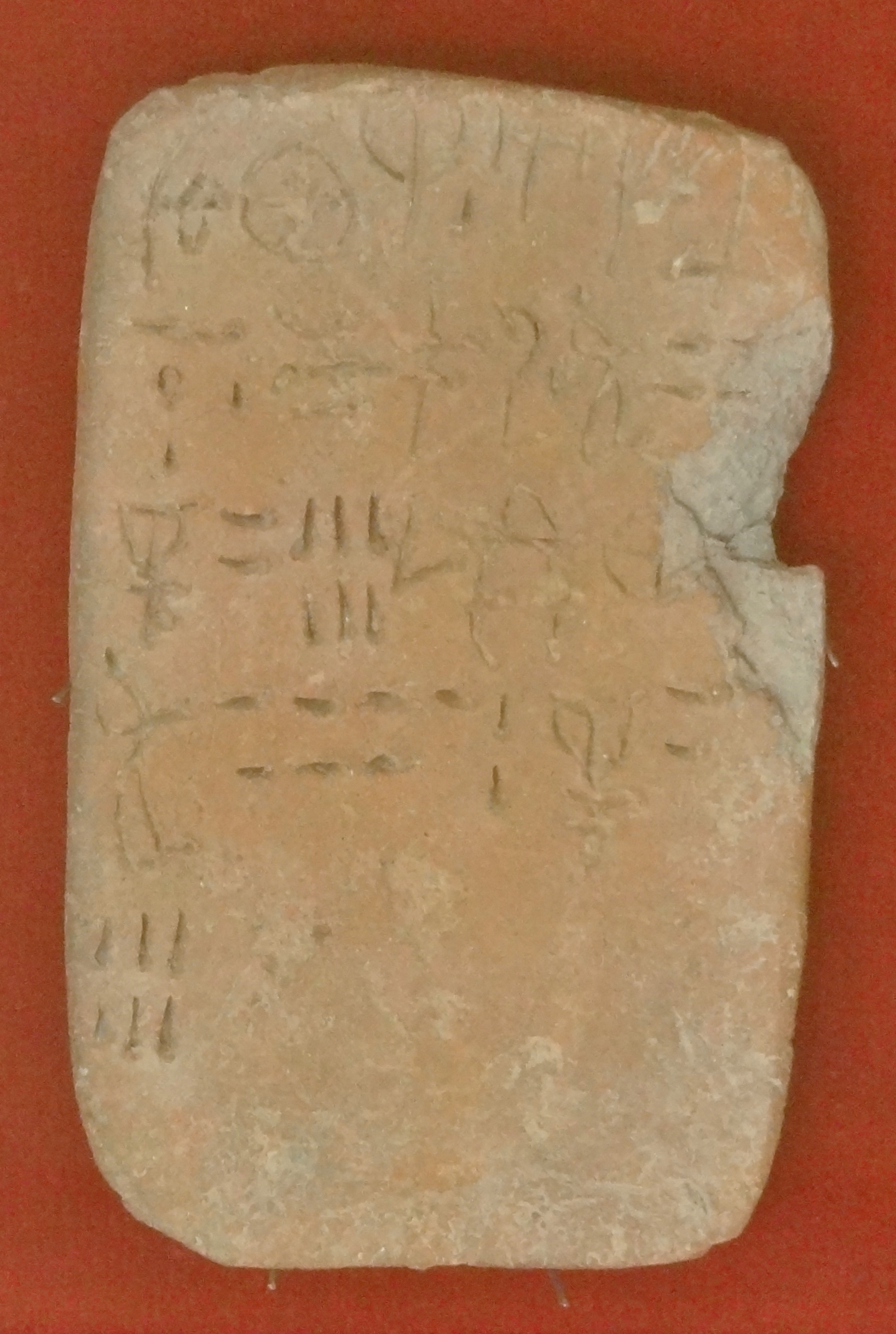
Linear-A-Tafel aus Petras